# Burgrest Emerkingen
Burgrest Emerkingen bezeichnet die Ruine einer Wasserburg der Burg Emerkingen, auch Römerturm genannt, auf einer Wiese inmitten der Gemeinde Emerkingen im Alb-Donau-Kreis in Baden-Württemberg.

## Geschichte
Vermutlich wurde die ehemalige Wasserburg schon vor 1100 von Heinrich von Emerkingen erbaut. In der ersten Hälfte des 14. Jahrhunderts wurde von den Herren von Emerkingen der Bergfried als Wohnturm errichtet. Von der Wasserburg ist nichts mehr erhalten geblieben. Der Bergfried erhielt 1921 eine Turmuhr und eine Glocke. Heute dient der Bergfried als Glockenturm und Heimatmuseum.